# Bilzingsleben

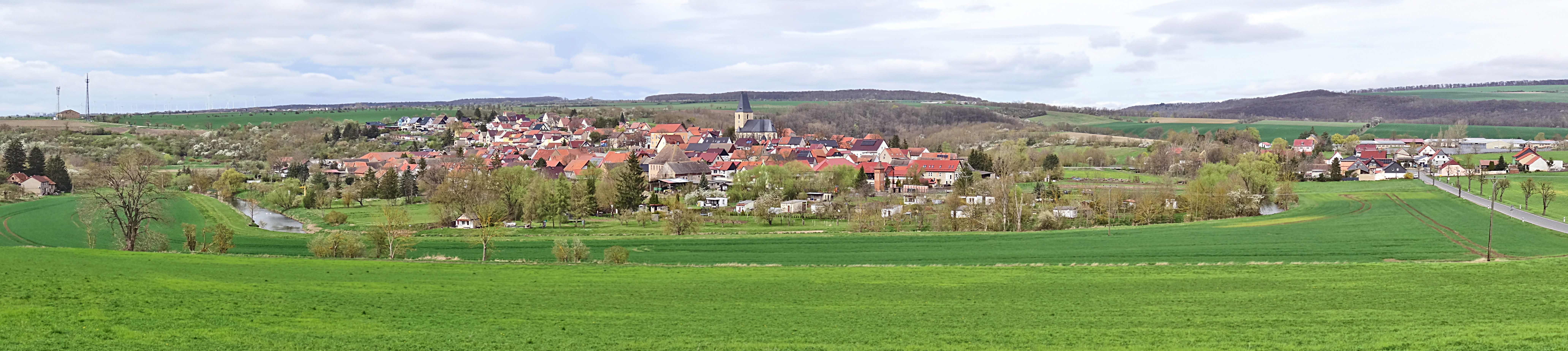
Bilzingsleben und Wipperschleife von Südosten

Bilzingsleben ist ein Ortsteil der Landgemeinde Kindelbrück im thüringischen Landkreis Sömmerda, am Nordrand des Thüringer Beckens.

## Geographie
Am Rande des Ortes fließt die Wipper, ein Nebenfluss der Unstrut.
Angrenzende Orte sind Frömmstedt, Kannawurf und Kindelbrück im Landkreis Sömmerda sowie die Stadt Bad Frankenhausen, Kyffhäuserland, Oberbösa und Oldisleben im Kyffhäuserkreis.

## Geschichte
Bilzingsleben wurde 1174 erstmals urkundlich erwähnt. Bereits im 12. Jahrhundert wurde Travertin als begehrtes Baumaterial in Steinbrüchen abgebaut. 1350 verpfändeten die Grafen Heinrich und Hermann von Beichlingen das Dorf Bilzingsleben an die Stadt Erfurt. Zwischen 1400 und 1450 wurde die Kirche erbaut.
Der Ort gehörte bis 1815 zum kursächsischen Amt Sachsenburg. Durch die Beschlüsse des Wiener Kongresses kam er zu Preußen und wurde 1816 dem Landkreis Eckartsberga im Regierungsbezirk Merseburg der Provinz Sachsen zugeteilt, zu dem er bis 1944 gehörte. 1819 wurde auf dem Gut von Ludwig von Helmolt, Landrat des Kreises Eckartsberga, Thüringens erster Geschichtsverein gegründet.
Am 1. Januar 2019 wurde die Gemeinde Bilzingsleben mit Frömmstedt, Kannawurf und Kindelbrück zur neuen Landgemeinde Kindelbrück zusammengeschlossen. Zuvor gehörte sie der Verwaltungsgemeinschaft Kindelbrück an. Die Gemeinde Bilzingsleben setzte sich aus den beiden Ortsteilen Bilzingsleben und Düppel zusammen.

### Namensherkunft
Die Endung -leben geht vermutlich auf das althochdeutsche Wort leiba zurück, das so viel wie Überbleibsel oder Hinterlassenschaft bedeutet, also kurz das Erbe der Väter bezeichnet. In der ersten Hälfte des Ortsnamens ist dann in der Regel der Name derjenigen Person enthalten, die die Siedlung oder Besitzung seinen Nachkommen hinterließ. So ist in der ersten Hälfte des Ortsnamens Bilzingsleben der Personenname Bulzo enthalten, und die Endung -leben kennzeichnet das Dorf als das Erbe Bulzos.
Die älteste Namensform ist aus den Urkunden des Klosters Roßleben festzustellen. Hier lauten die Ortsnamen Bulzingeslove bzw. Bulzingsleiben. Dieselbe Namensform ergibt sich auch aus den ersten Vorkommen des nach dem Siedelhofe sich nennenden Rittergeschlechts (Rudolf von Bulzingsleiben, 1216).

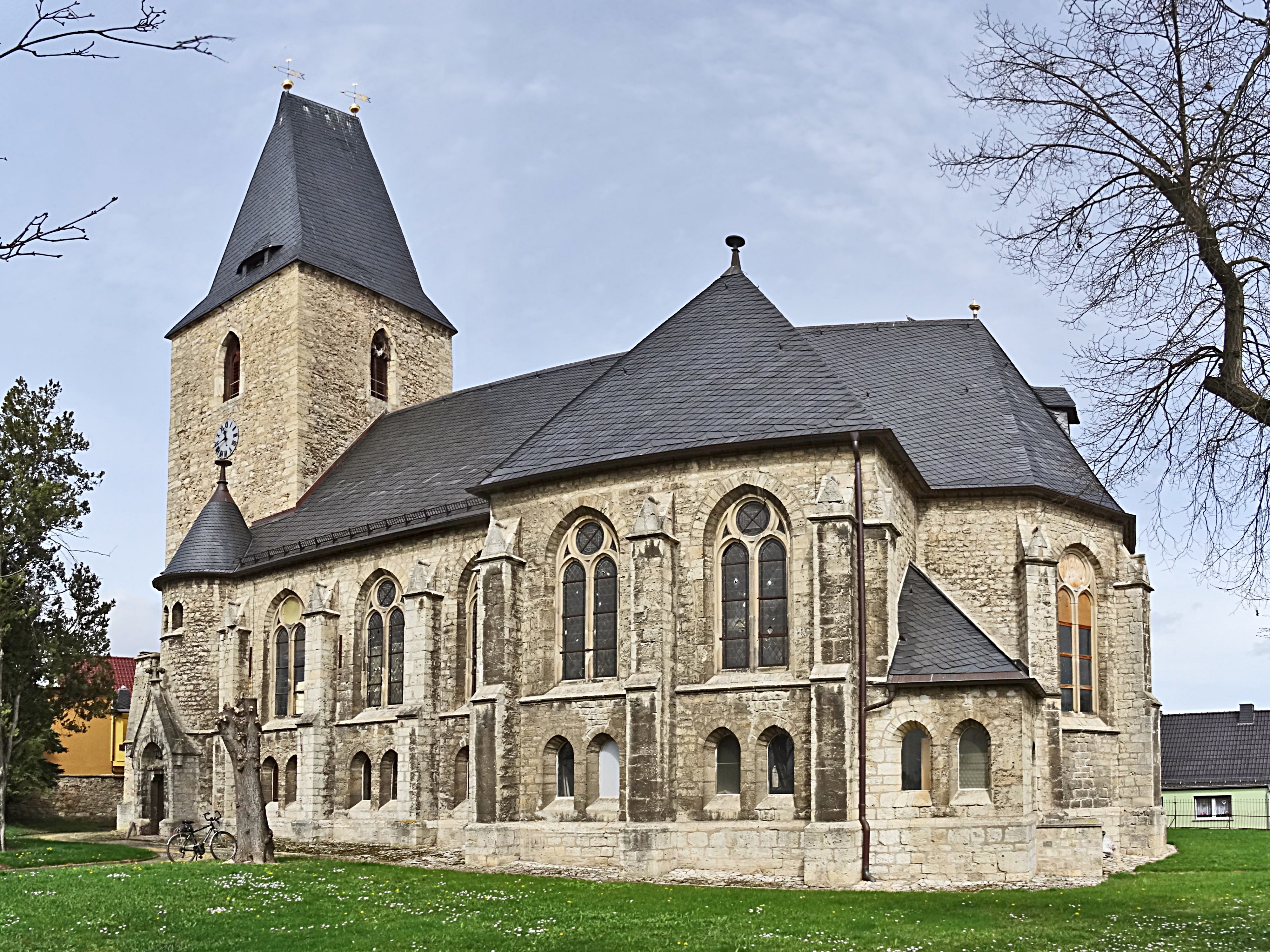
Kirche St. Wigberti in Bilzingsleben

### Einwohnerentwicklung
| - 1994: 874 - 1995: 879 - 1996: 880 - 1997: 860 - 1998: 862 - 1999: 847 | - 2000: 842 - 2001: 833 - 2002: 809 - 2003: 802 - 2004: 804 - 2005: 794 | - 2006: 780 - 2007: 761 - 2008: 762 - 2009: 762 - 2010: 740 - 2011: 729 | - 2012: 709 - 2013: 710 - 2014: 691 - 2015: 692 - 2016: 688 - 2017: 669 |

 Datenquelle: Thüringer Landesamt für Statistik

## Kultur und Sehenswürdigkeiten

### Fundplatz Bilzingsleben
1,5 km südlich von Bilzingsleben wurden im ehemaligen Steinbruch Steinrinne die Reste eines Rastplatzes altsteinzeitlicher Jäger gefunden, der längere Zeit und wiederholt genutzt wurde. Dieser Ausgrabungsort zählt zu den bedeutendsten Fundstätten Europas.
Die erste schriftliche Erwähnung von fossilen Kieferknochen und Zähnen aus dem Steinbruch stammt von 1710, als David Siegmund Büttner in dem Werk Rudera diluvii testes i.e. Zeichen und Zeugen der Sündfluth Bilzingsleben erwähnte.
Die ausgegrabenen Überreste von Homo erectus werden auf ein Alter von ca. 370.000 Jahren geschätzt. Die Funde stammen aus Sandschichten, die unter Travertin-Vorkommen lagern. Neben Steingeräten haben sich erstmals in Mitteleuropa in größerem Umfang Knochen- und Geweihwerkzeuge, Feuerstellen und Arbeitsplätze erhalten. Zahlreiche Pflanzen- und Tierreste erlauben eine genaue Rekonstruktion der Umweltbedingungen jener Zeit.
Die Ausgrabungsstätte ist ein Ausflugsziel mit professionellen Führungen.

### Opferstein

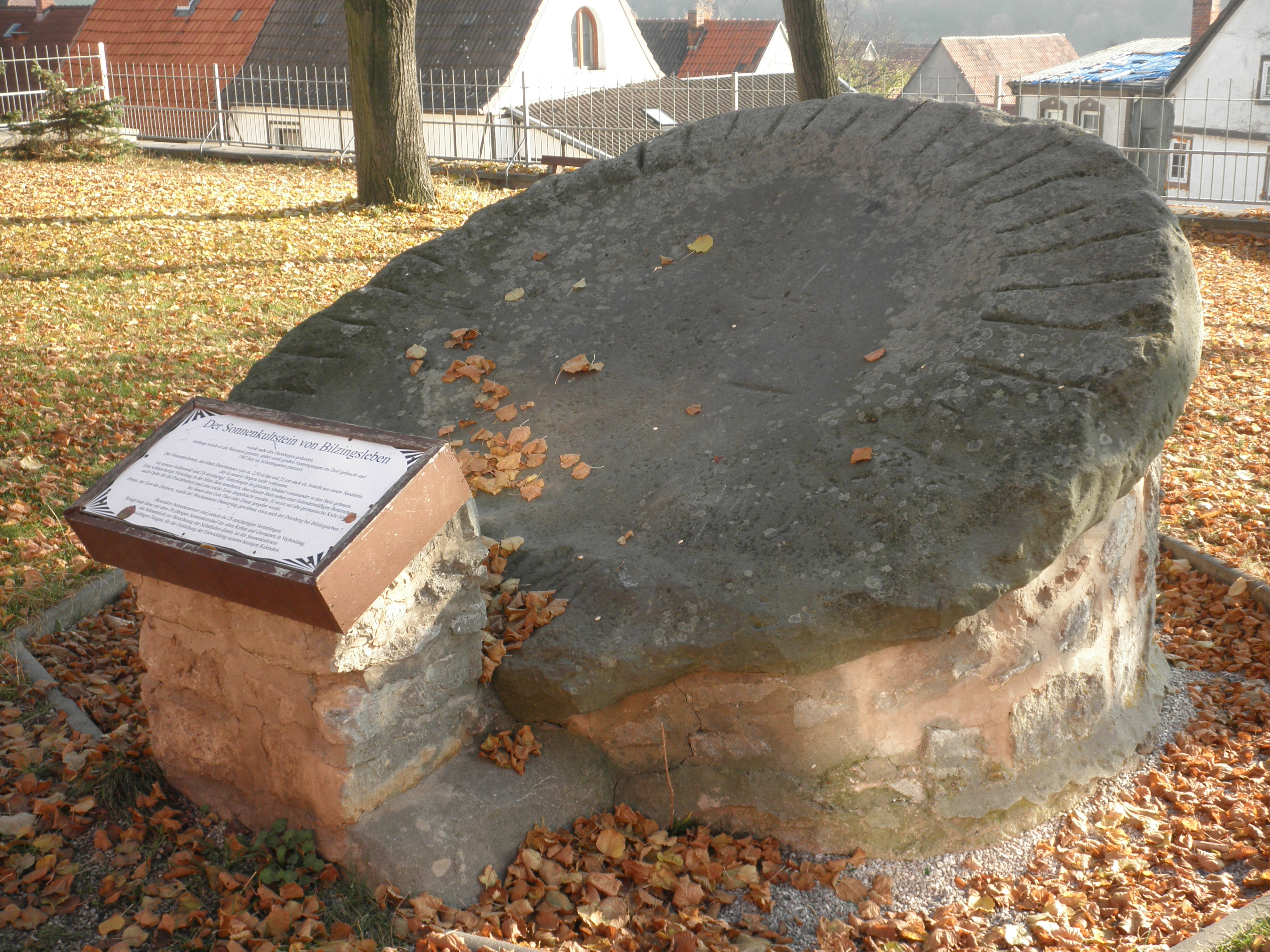
Germanischer Sonnenkultstein

In der Dorfmitte, im Schenksgarten, an der Hauptstraße direkt gegenüber dem Bürgerhaus, steht eine als Opferstein bezeichneter runde Steinscheibe, vermutlich aus germanischer Zeit. Über ihre Entstehungszeit und Funktion gibt es nur Vermutungen. Sie ist kreisrund mit einem Durchmesser von über zwei Metern und einer Dicke von 22 cm. In der Mitte ist eine deutliche Vertiefung festzustellen, zu der von nach allen Seiten des Randes strahlenförmig Rillen in gleichen Abständen verlaufen.

Karstquelle
Am 27. Dezember 2014 ereignete sich in unmittelbarer Nähe der zur Gemarkung Bilzingsleben gehörenden Teichholzmühle ein Erdfall. Es entstand ein Teich von über 20 m Durchmesser und 9–12 m Tiefe. Die darinliegende Quelle gibt 30–40 Liter Wasser pro Sekunde ab, es fließt in die nahegelegene Wipper. Der direkte Zugang ist aus Sicherheitsgründen abgesperrt. Der neu entstandene Teich ist vergleichbar dem Gründelsloch im nahegelegenen Kindelbrück.

## Persönlichkeiten
- Bültzingslöwen, thüringisches Adelsgeschlecht
- Ludwig von Helmolt (1769–1847), preußischer Landrat
- Georg Wilhelm von Kirsch (1752–1829), Hebraist und Rittergutsbesitzer
- Ronald Weidemann (1931–2022), Diplomat der DDR

## Sonstiges
Während des Nationalsozialismus wurde die Sintifamilie Weiß in Bilzingsleben Opfer des Porajmos, der Ermordung von Sinti und Roma. Die am 14. Januar 1938 geborene Hulda Weiß wurde zusammen mit ihren Geschwistern und Eltern am 8. März 1943 in das KZ Auschwitz-Birkenau deportiert. Ihre Mutter starb sechs Wochen später, am 13. September 1943, wegen der auf Vernichtung zielenden Lebensbedingungen. Von Hulda ist kein genaues Todesdatum erhalten, jedoch ist davon auszugehen, dass sie verstarb, da Kinder im Vernichtungslager keine Überlebenschancen hatten.